# Лаута
Лаута или лутња је жичани трзачки инструмент.
Европска лаута и модерни блискоисточни оуд потичу од заједничког претка кроз различите еволуционе путеве. Лута се користи у широком спектру инструменталне музике од средњег века до касног барока и била је најважнији инструмент за секуларну музику у ренесанси.

## Историјат развоја лауте
Жичани кинески музички инструмент са четири жице Пипа. Понекад се зове кинеска лаута. Има облик крушке који је од дрвета. Лаута је трзалачки инструмент. Овај инструмент се користио пре скоро две хиљаде година у Кини. Неколико сличних инструмената у источној и југоисточној Азији су изведени из Лауте.

### Прве лауте
Курт Сакс је дефинисао лауту у терминолошком делу Историје музичких инструмената као „састављену од тела и врата који служи као дршка и као средство за истезање жица изван тела“. Његова дефиниција се фокусирала на карактеристике тела и врата, а не на начин на који су жице звучале, те су се гудачки инструменти рачунали као „гудачка лаута“. Сакс је такође направио разлику између „лауте дугог врата“ и варијанте кратког врата. Кратковрати варијетет садржао је већину наших савремених инструмената, „лауте, гитаре, вергл и целу породицу виола и виолина“.
Дуге лауте су биле старије лауте; „арапски танбур... верно је сачувао спољашњи изглед древних лаута Вавилоније и Египта“. Он је даље категорисао дуге лауте са „пробушеном лаутом“ и „лаутом дугог врата“. Пробушена лаута имала је врат направљен од штапа који је пробијао тело (као у древним египатским лаутама дугог врата и модерном афричком гунбрију). Дуга лаута имала је причвршћен врат и укључивала је ситар, танбур и тар (дутар 2 жице, сетар 3 жице, чартар 4 жице, панчтар 5 жица).
Саксова књига је из 1941. године, а археолошки докази који су му били доступни стављају ране лауте око 2000. године пре нове ере. Открића су од тада вратила постојање лауте на око 3100. п. н. е.
Музиколог Ричард Дамбрил данас категоричније користи реч лаута да би разговарао о инструментима који су постојали миленијумима пре него што је скован термин „лаута“. Дамбрил је документовао више од 3.000 година иконографских доказа о лаутама у Месопотамији, у својој књизи Археомузикологија древног Блиског истока. Према Дамбрилу, породица лаута је укључивала инструменте у Месопотамији пре 3000. године пре нове ере. Он показује на цилиндрични печат као доказ; који датира из око 3100. године пре нове ере или раније и сада је у поседу Британског музеја, печат на једној страни приказује оно што се сматра да је жена која свира на штапну „лауту“. Као и Сакс, Дамбрил је користио дужину као разликовање лаута, поделивши месопотамске лауте на дуге и кратке. Његова књига не покрива краће инструменте који су постали европска лаута, осим што приказује примере краћих лаута у античком свету. Он се фокусира се на дуже лауте Месопотамије, различите типове кордофона са вратом који су се развили широм античког света: грчке, египатске (у Средњем краљевству), иранске (еламитска и друге), јеврејске/израелске, хетитске, римске, бугарске, турске, индијске, кинеске, јерменске/киликијске културе. Међу дугим лаутнама он именује пандуру и танбур
Линија лаута са кратким вратом даље је развијена источно од Месопотамије, у Бактрији и Гандари, у кратку лауту у облику бадема. Курт Сакс је говорио о приказима гандарских лаути у уметности, где су оне представљене у мешавини „уметности северозападне Индије“ под „јаким грчким утицајима“. Лауте кратког врата у овим гандарским уметничким делима биле су „поштовани предак исламске, кинеско-јапанске и европске породице лаута“. Он је описао гандарске лауте као „тело у облику крушке које се сужава према кратком врату, предњи држач за жице, бочне клинове и четири или пет жица“.

## Композитори и лаутисти

### Ренесанса
- Винћенцо Капирола
- Франћеско да Милано
- Винћенцо Галилеи
- Јоан Амброзио Далца
- Џон Дауленд
- Томас Морли
- Роберт Џонсон
- Фрањо Босанац
- Адриен ле Роа
- Ханс Нојзидлер

### Барок
- Алесандро Пићинини
- Ђироламо Фрескобалди
- Ђовани Ђироламо Капспергер
- Жан-Батист Безар
- Јохан Себастијан Бах
- Силвијус Леополд Вајс
- Дитрих Букстехуде
- Бернард Јоаким Хаген
- Адам Фалкенхаген
- Хенри Персл

### Савремени извођачи
- Един Карамазов
- Хопкинсон Смит
- Роберт Барто
- Најџел Норт
- Лука Пјанка
- Дарко Карајић